# Castelvecchi (Radda in Chianti)
Castelvecchi è una località del comune italiano di Radda in Chianti, in provincia di Siena, in Toscana.

## Storia
Il borgo è situato su un poggio che domina la Val di Pesa, a 558 m. s.l.m., sulla strada che da Radda in Chianti conduce a Panzano. La Relazione archeologica del Comune di Radda in Chianti lo definisce come parte di una delle quattro aree più dense di siti archeologici sul territorio comunale.
Fondato nel XI secolo, è citato come castello et curtis in alcuni antichi documenti e costituiva un baluardo di difesa per l'edificio religioso della Pieve di Santa Maria Novella.
Durante l'Alto Medioevo il borgo rappresenta probabilmente il principale insediamento della zona e in alcuni atti è definito come castello della Pieve. Dominato dai signori di Monte Rinaldi fin dagli inizi degli anni Mille, durante il XIII secolo la comunità residente si proclama autonoma.
Nel catasto fiorentino del 1427 il luogo figura ancora come castello, indicando l'esistenza di un complesso strutturato di case, poderi e terre. Intorno al XVII secolo assume il nome della famiglia dei proprietari, divenendo prima Castel de' Vecchi e, poi, per contrazione, Castelvecchi.
All'inizio del XXI secolo, il borgo è ben diverso dall'antico fortilizio, anche se alcuni resti delle mura e la disposizione delle case – in parte abbandonate e riunite intorno all'ampio spazio centrale – sono testimonianze dell'esistenza dell'originario castello e del piazzale d'armi.
Di più recente costruzione è la villa padronale, edificata all'inizio dell'Ottocento sulle fondamenta dell'antico castello, in cui si trova anche la millenaria cantina vinicola della tenuta.